# День полотенца
День полотенца отмечается каждый год 25 мая. Английский писатель, драматург и сценарист Дуглас Адамс (англ. Douglas Adams) является автором таких юмористических фантастических произведений, как «Автостопом по Галактике» (англ. The Hitchhiker’s Guide to the Galaxy, дословно — «Путеводитель автостопщика по Галактике») и «Холистическое детективное агентство Дирка Джентли» (англ. Dirk Gently's Holistic Detective Agency). Именно в своём получившем всемирную известность романе «Автостопом по галактике» он описал полотенце как незаменимую для автостопщика вещь, будь то путешествия по земным дорогам или межгалактическим пространствам. Впервые этот день отмечался в 2001 году, через две недели после его смерти 11 мая. В этот день поклонники его творчества носят с собой полотенце.
В своём романе «Путеводитель» Адамс посвящает полотенцам целую главу:

Полотенце, пожалуй, самый необходимый предмет в обиходе туриста. Во многом его ценность определяется практикой: в него можно завернуться, путешествуя по холодным лунам Беты Яглана; им можно накрыться, как одеялом, ночуя под звёздами, что льют красный свет на пустынную планету Какрафун; на нём удобно лежать на песчаных пляжах Сантрагинуса, наслаждаясь пьянящими ароматами моря; его удобно использовать в качестве плотика, спускаясь по медленным, тяжёлым водам реки Мотылёк; им можно размахивать, подавая сигналы бедствия, а можно и намочить его для рукопашной схватки, либо обмотать им голову, чтобы не вдыхать ядовитые газы или избежать взора Кровожадного Звережука с Трааля (поразительно глупая тварь, которая полагает, что раз вы её не видите, то и она вас не видит; на редкость тупая, но исключительно кровожадная); ну и в конце концов, вы вполне способны им вытираться, если, конечно, полотенце достаточно чистое.

Однако гораздо важнее психологическое значение полотенца. По необъяснимым причинам, когда страг (не автостопщик) узнаёт, что у автостопщика есть с собой полотенце, то автоматически предполагает наличие зубной пасты, фляги, компаса, мотка бечёвки, плаща, скафандра и т. д. и т. п. Более того, страг с радостью одолжит туристу любой из поименованных или не поименованных предметов, «потерявшихся» в дороге. В глазах страга человек, который исколесил Галактику вдоль и поперёк, перенёс тяжелейшие невзгоды, с честью вышел из отчаянных ситуаций и сохранил при этом своё полотенце, безусловно, заслуживает величайшего уважения.

Другие возможные даты: 4 февраля (4/2 по британской системе записи дат), 11 февраля (42-й день года), 11 марта (день рождения Адамса), 2 апреля (4/2, если использовать американскую систему записи дат), 11 мая (день смерти Адамса), 22 июня (42-й день после его смерти) или 18 октября (42-й четверг года его смерти).

## Появление
Начало Дню полотенца положило сообщение под заголовком «Towel Day: A Tribute to Douglas Adams», опубликованное 14 мая 2001 года на «Binary Freedom», недолго просуществовавшем форуме по открытому программному обеспечению.

<…> Дугласа Адамса будет не хватать всем его поклонникам по всему миру. Чтобы все поклонники могли отдать дань его гению, предлагаю отмечать день спустя две недели после его смерти (25 мая 2001 г.) как «День полотенца». Всем поклонниками Дугласа Адамса предлагается в этот день носить с собой полотенце.
Пусть полотенце будет на виду — используйте его как тему для разговора, чтобы те, кто никогда не читал «Автостопом по галактике», пошли и нашли себе экземпляр. Полотенце можно обернуть вокруг головы, использовать в качестве оружия, пропитать питательными веществами — всё, что угодно! <…>
Оригинальный текст (англ.)
Douglas Adams will be missed by his fans worldwide. So that all his fans everywhere can pay tribute to this genius, I propose that two weeks after his passing (May 25, 2001) be marked as «Towel Day». All Douglas Adams fans are encouraged to carry a towel with them for the day.

Make sure that the towel is conspicuous — use it as a talking point to encourage those who have never read the Hitchhiker's Guide to go pick up a copy. Wrap it around your head, use it as a weapon, soak it in nutrients — whatever you want!